# Ариарат (сын Ариарата IV)
Ариарат (др.-греч. Ἀριαράθης; II век до н. э.) — старший сын царя Каппадокии Ариарата IV и Антиохиды.
Около 195 года до н. э. селевкидский царь Антиох III Великий выдал замуж за правителя Каппадокии Ариарата IV дочь Антиохиду. Согласно Диодору Сицилийскому, она, «будучи чрезвычайно коварной», сначала не имея своих детей, выдала за собственных двух мальчиков: Ариарата и Ороферна. Однако впоследствии Антиохида сама родила двух дочерей и Митридата — будущего Ариарата V. После этого, объявив старших сыновей подставными, устроила так, чтобы Ариарат был отправлен с соответствующим его статусу денежным содержанием на воспитание в Рим. О прибытии Ариарата вместе со свитой среди событий 172 года до н. э. упоминал Тит Ливий. При этом царь Каппадокии, желавший, чтобы «мальчик уже с детства привыкал к римским нравам и римлянам», передал просьбу о предоставлении тому опеки со стороны самого римского государства. Сенат охотно удовлетворил это ходатайство и постановил, чтобы претор Гней Сициний снял хорошо отделанный дом, в котором поселились Ариарат и его окружение.
По замечанию исследователя О. Л. Габелко, сообщение Диодора Сицилийского, несмотря на обстоятельность, считается подложным. Возможность существования подобной ситуации при полном неведении каппадокийского царя выглядит маловероятной. Однако при этом полностью соответствующей интересам самого младшего из братьев, Митридата, позаботившегося о нужном ему изложении событий в династической традиции — изображения старших братьев незаконнорождёнными. Возможно, старшие дети пользовались поддержкой матери, а младший — отца. Поэтому Ариарат и Олоферн, когда Антиохида, не сумев добиться реализации своих намерений, вернулась в Сирию, были вынуждены по настоянию отца покинуть Каппадокию. Не исключено, что Митридат принял тронное имя после того, как его старший брат Ариарат умер в Риме.